# Veľká nad Ipľom
Veľká nad Ipľom (in ungherese Vilke) è un comune della Slovacchia facente parte del distretto di Lučenec, nella regione di Banská Bystrica.